# Пиццолатто, Ник
Николас Остин «Ник» Пиццолатто (англ. Nicholas Austin «Nic» Pizzolatto; род. 18 октября 1975, Новый Орлеан) — американский писатель-романист, сценарист и продюсер. Наиболее известен как автор и исполнительный продюсер американского телесериала «Настоящий детектив».

## Биография
Николас Пиццолатто родился в 1975 году в Новом Орлеане, штат Луизиана, в семье адвоката, потомка итальянских эмигрантов, и школьной учительницы Шейлы Пиццолатто (в девичестве Сиерра). В семье было ещё трое детей.
По словам самого Ника, его детство даже после переезда в сельский пригород Лейк Чарльз в Луизиане, не было простым — бедная работящая католическая семья в окружении бедных, пьющих и агрессивных соседей. Из этой обстановки хотелось вырваться. Закончив школу в 1993 году, Ник уезжает из дома и больше никогда не возвращается в Лейк Чарльз.
Ник учился в Университете Арканзаса, государственном университете McNeese и Университете штата Луизиана.
После завершения учёбы преподавал в Университете Северной Каролины в городе Чапел-Хилл, затем в Чикагском университете и в университете DePauw.
Написав две книги, покинул преподавательское поприще в 2010 году. Первым романом будущего сценариста стал «Галвестон», изданный издательством «Скрибнер» в Нью-Йорке. В 2011 году американская телевизионная компания AMC предложила написать сюжет к двум эпизодам криминальной драмы «Убийство».
В 2012 году был написан сценарий про двух служителей закона — «Настоящий детектив». Право на использование сценария купил телевизионный канал HBO, который впоследствии назначил Ника исполнительным продюсером будущего телесериала-антологии. Сериал, вышедший в начале 2014 года, получил широкое признание как со стороны зрителей, так и критиков, получив ряд престижных наград, а канал продлил «Настоящего детектива» на второй сезон, премьера которого состоялась летом 2015. Ник Пиццолатто вновь написал сценарии ко всем сериям, сохранив за собой также и продюсерские функции.

## Работы
- Галвестон (роман) — New York: Scribner, 2010
- «Убийство», сценарист 2-х эпизодов, 2011 год
- «Настоящий детектив», выход сериала на американском телевизионном канале HBO. Январь 2014 год
- «Великолепная семёрка», 2016
- «Виновный»  (англ. The Guilty), 2021